# 1636: Командор Кантрелл у Вест-Індії
«1636: Командор Кантрелл у Вест-Індії» (англ. 1636: Commander Cantrell in the West Indies) — роман в жанрі альтернативної історії серії «1632», що написаний Еріком Флінтом і Чарльзом Е. Генноном і опублікований 3 червня 2014 року.

## Сюжет
Історія розповідає про пригоди Едді Кантрела, другорядного персонажа в «1633» і «1634: Балтійська війна». Едді, офіцер Військово-морських сил США, одружений з дочкою данського короля. Його відправляють до Америки заснувати колонію та розвідувати нафту в Мексиканській затоці. Його мета — забезпечити безпеку нової американської нації, знайти союзників серед місцевих колоніальних сил і піратів, а також відбити загрози з боку Іспанії.
Разом з екіпажем він стикається з піратами, іспанськими військовими і новими політичними викликами в західноіндійських колоніях. Кантрелл мусить маневрувати в складній грі альянсів та інтриг, намагаючись укріпити позиції Америки в Новому Світі, водночас забезпечуючи незалежність і безпеку свого народу.

## Літературне значення та відгуки
Ерік Стівен Реймонд назвав книгу «поважною частиною серії, що триває». Рецензент SFRevu написав, що «Це досить стандартний роман циклу „Вогняне кільце“. Шанувальники серіалу знайдуть тут чимало цікавого, навіть якщо він не розвиває основну сюжетну лінію». Однак він все одно вважає історію цікавою і з нетерпінням чекає продовження цієї сюжетної лінії. Марк Лардас з Galveston Daily News дав позитивну рецензію. Один рецензент Midwest Book Review назвав книгу «приємним трилером, який пропонує читачам багато оперативних військових маневрів на морі та в Тринідаді, а також розуміння стратегічних проблем, хоча останні іноді стають нудними через деталі TMI» тоді як інший рецензент для того ж видання назвало його «захоплюючою альтернативною історією, настійно рекомендованою шанувальникам цього жанру». Рецензент іншої публікації написав: «Він [Флінт] і Ґеннон пишуть інтригуючу історію, сповнену „що-якщо“, яка ніколи не змушує читача повірити, що таке може статися. Хоча я не був знайомий із передісторією та персонажами, я без проблем стежив за різними нитки історії, і книга починається з короткого огляду, щоб підготувати сцену».